# Кладовище Святого Марка
Цвинтар Святого Марка (нім. Sankt Marxer Friedhof) — один із найстаріших цвинтарів Відня в третьому районі Ландштрассе. Не діє з 1874 року.

## Історія
Цвинтар був відкритий у 1784 році за указом імператора Йосифа II, який заборонив проводити поховання бідняків всередині міських стін. За тим же розпорядженням імператора, тіла померлих належало ховати без трун у братських могилах (по 5 чоловік). Спочатку кладовище Святого Марка вважалося дуже «непрестижним», оскільки призначалося для бідних містян. Це видно вже з назви кладовища.
У 30-х роках XIX століття, з розширенням міста та входженням кладовища в його територію, «статус» кладовища піднявся, і на ньому стали ховати людей різних станів, в тому числі дворян. Проте вже в 1874 році поховання на кладовищі Святого Марка були припинені, а в 1937 році кладовище було відкрито для відвідувачів і туристів.

## Могили відомих людей

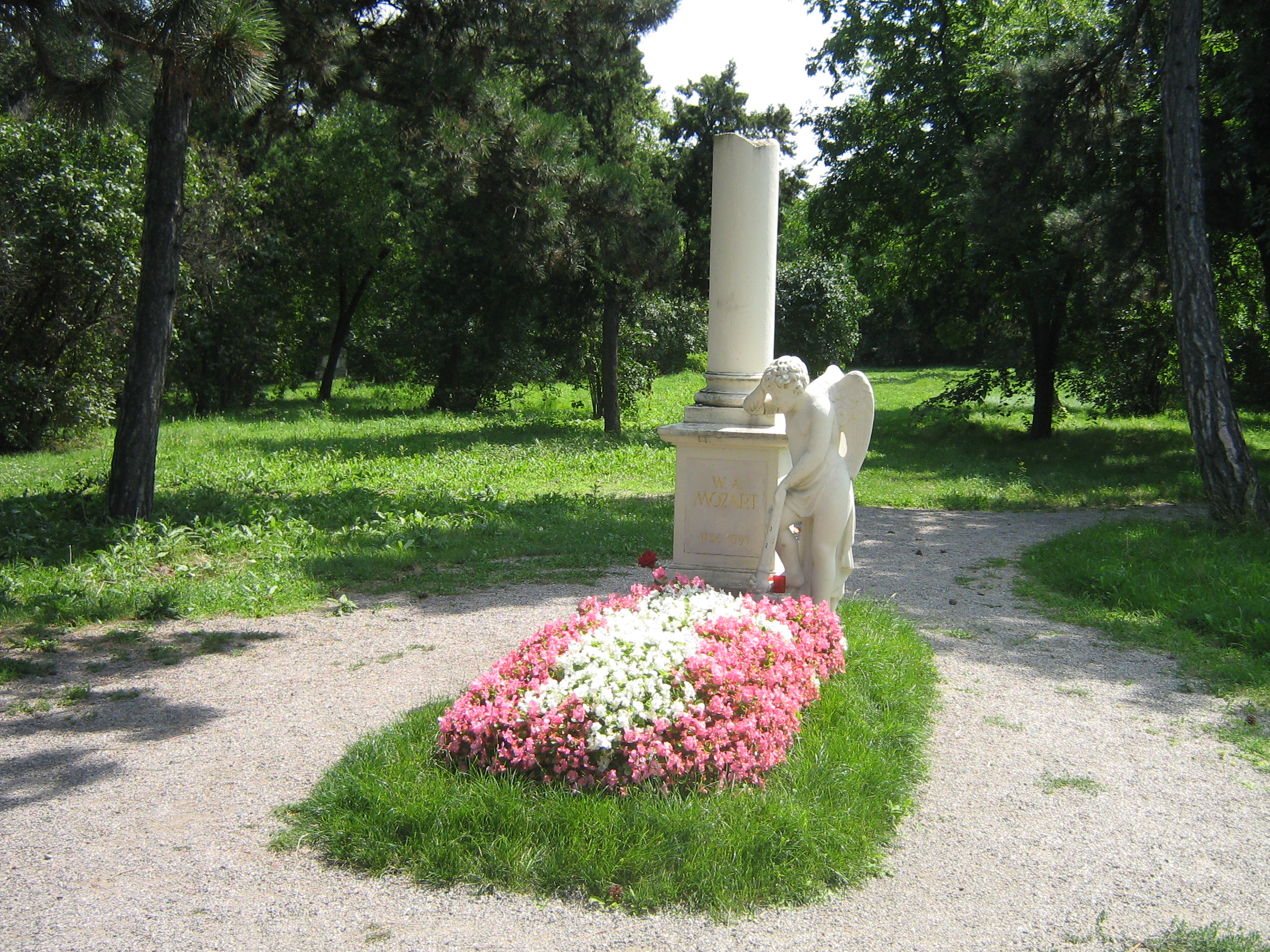
Могила Моцарта — найбільш відоме поховання кладовища Святого Марка

### Вольфганг Амадей Моцарт
Вольфганг Амадей Моцарт був похований на кладовищі Святого Марка 5 грудня 1791, в загальній могилі, разом з волоцюгами та жебраками. Довгий час точне місце розташування могили великого композитора залишалося невідомим. Коли дружина Моцарта Констанца через 18 років вперше прийшла на цвинтар, вона не змогла знайти місце його поховання, а всі свідки, які знали місце розташування братської могили, на той час уже померли. Лише в 1859 році був знайдений план цвинтаря, за яким визначили передбачуване місце упокоєння композитора.
Тоді ж на могилі було споруджено мармуровий пам'ятник за проектом фон Гассера. У 1891 році, в зв'язку зі сторіччям від дня смерті композитора, пам'ятник перенесли в «музичний куточок» Центрального кладовища Відня, через що знову виникла небезпека втратити справжню могилу. Щоб не допустити цього, наглядач кладовища Святого Марка Олександр Кругер з різних залишків колишніх надгробків спорудив маленький тимчасовий пам'ятник. На даний момент оригінальний пам'ятник фон Гассера повернутий на колишнє місце.
Також на кладовищі Святого Марка поховані:

### Композитори
- Вольфганг Амадей Моцарт
- Йоганн Георг Альбрехтсбергер (1809)
- Антон Діабеллі (1858)
- Йозеф Штраус (1870)

### Політики і військові
- Філіпп фон Кобензль (1810)
- Александр Іпсиланті (1828)

### Скульптори
- Георг Рафаель Доннер (1741)

### Письменники і поети

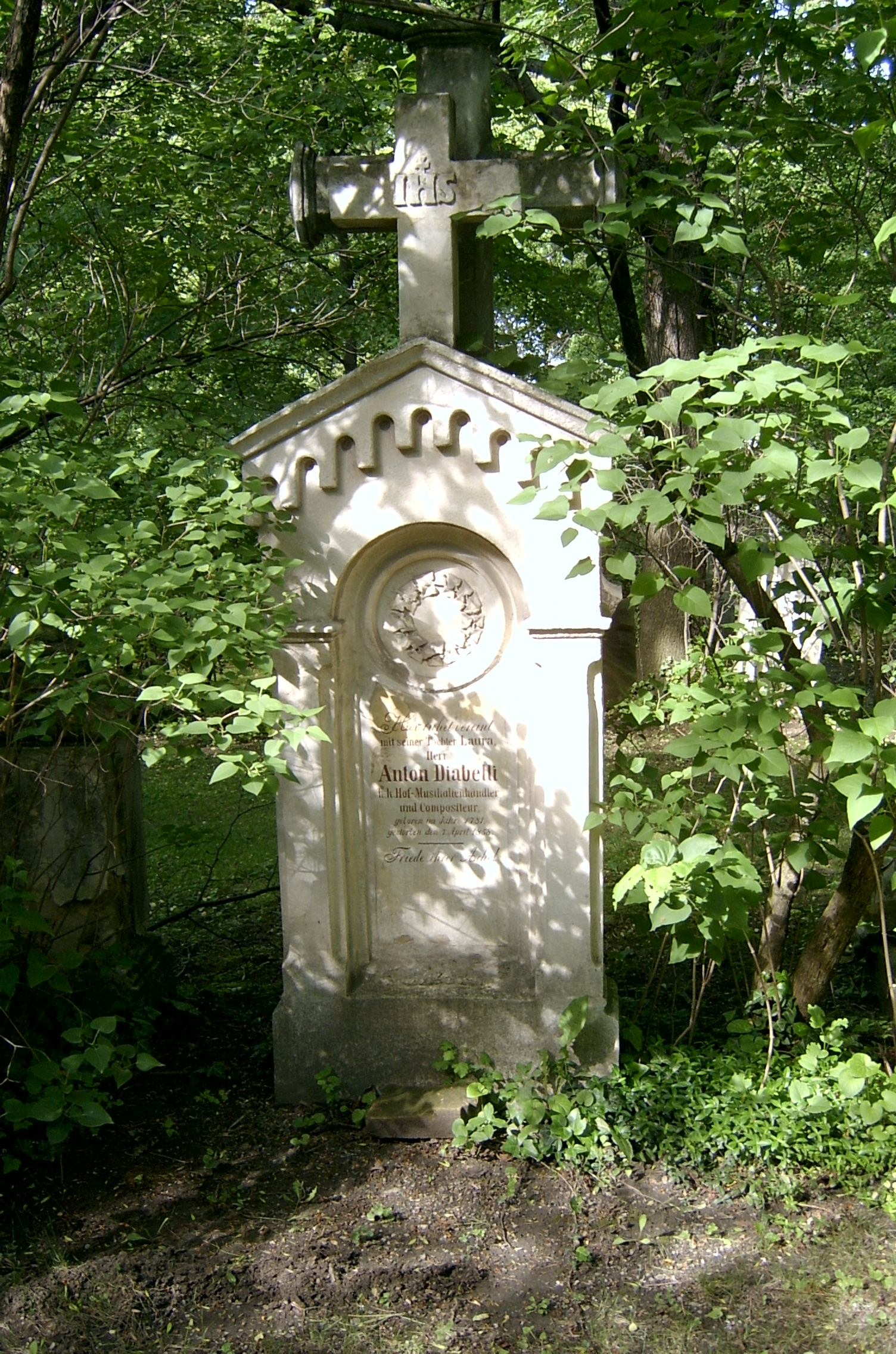
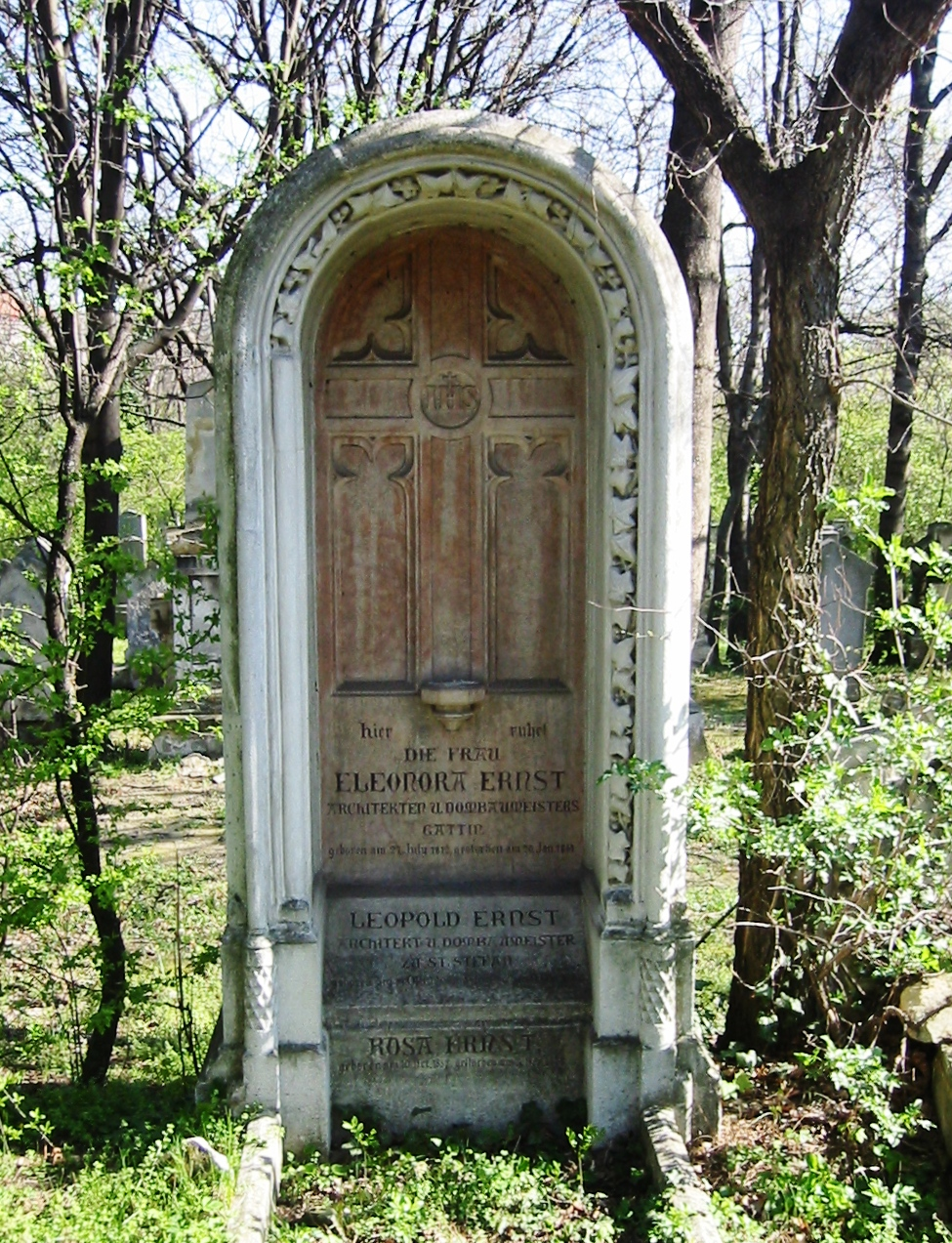
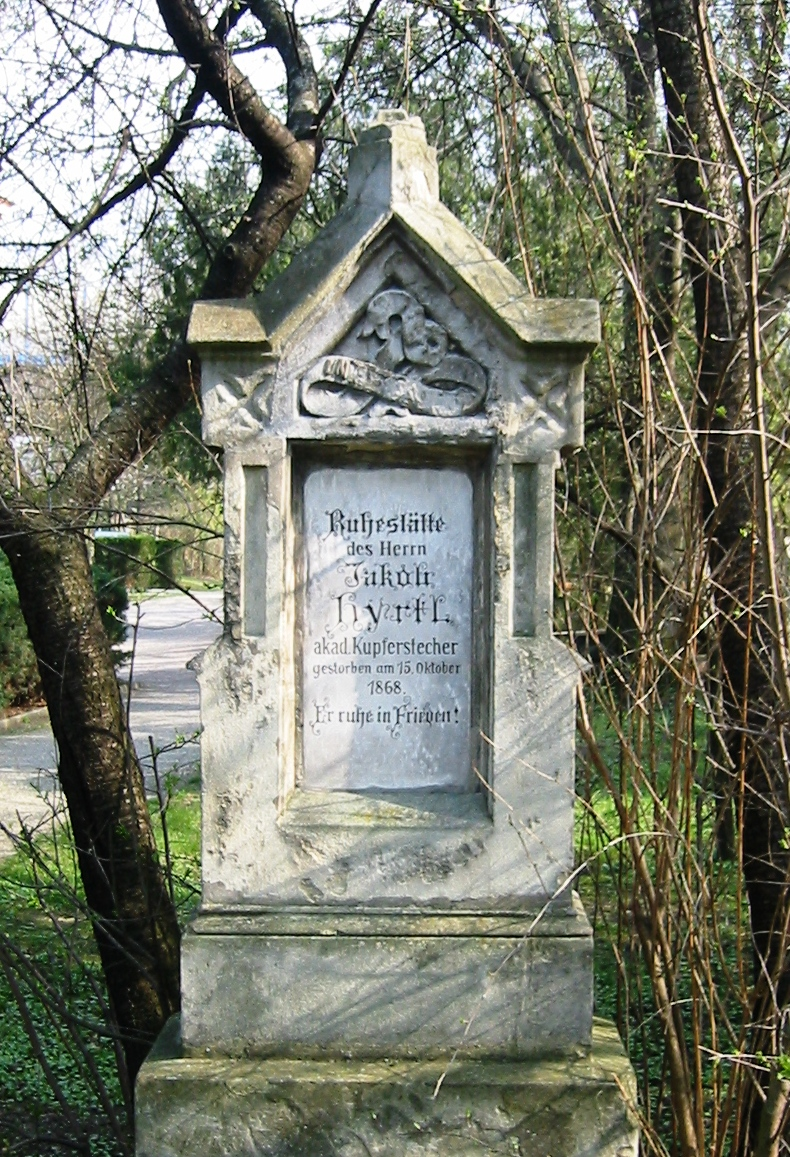
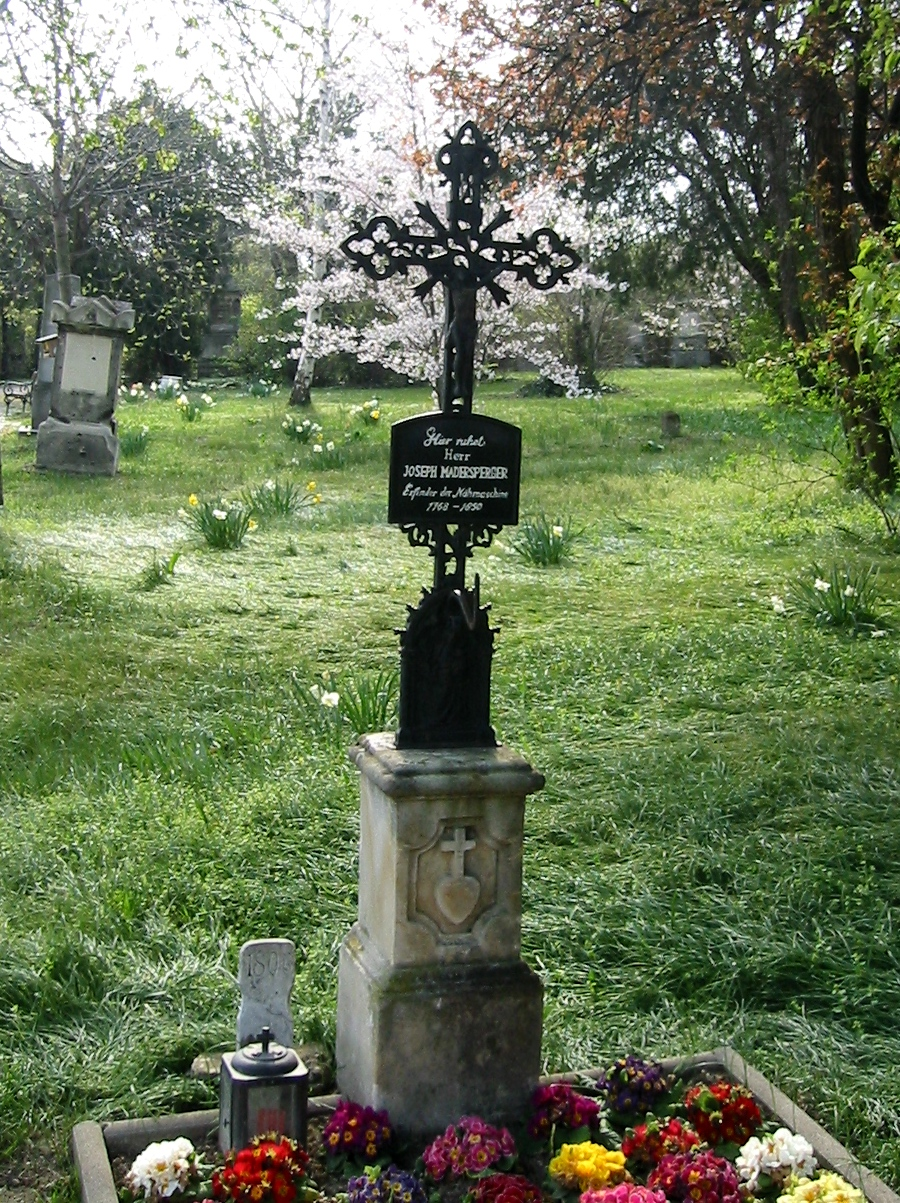
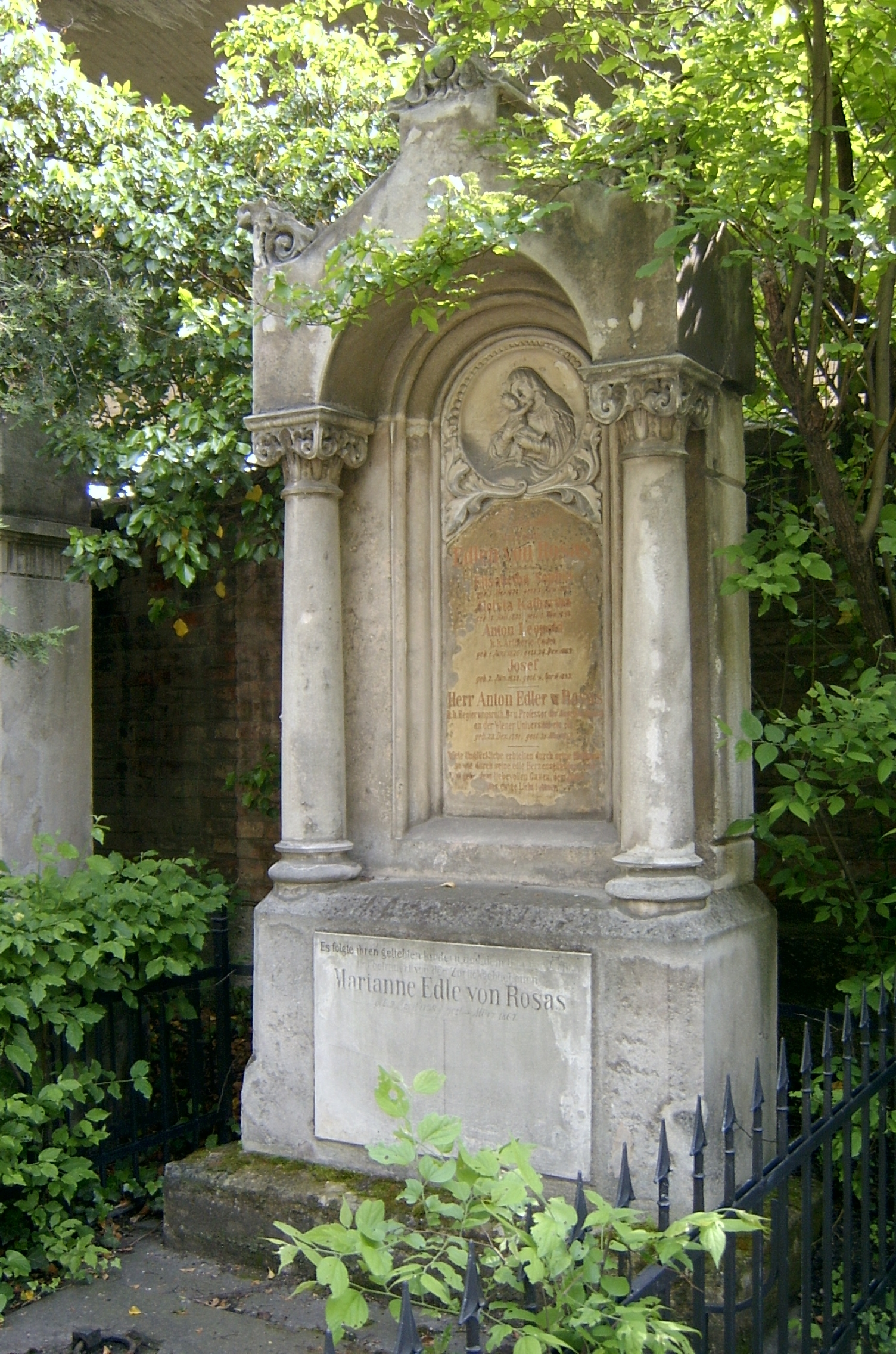
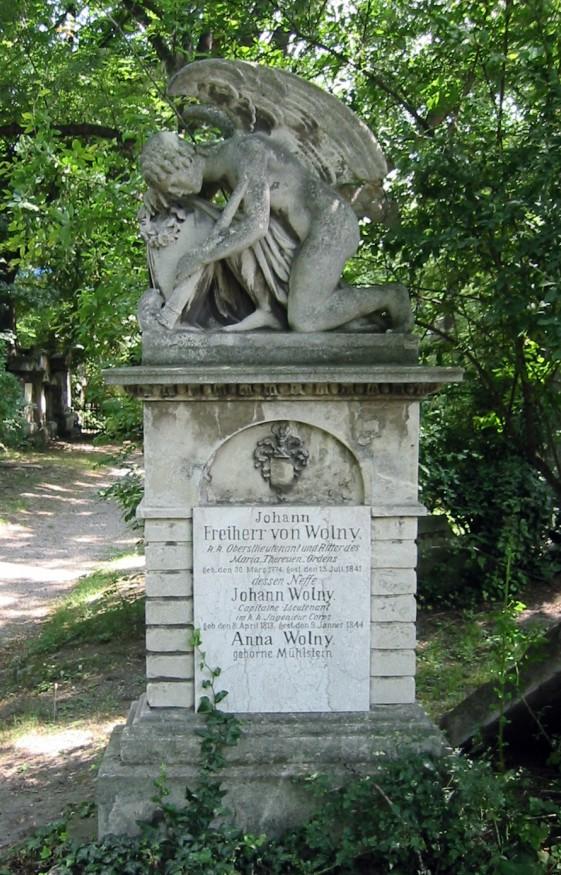
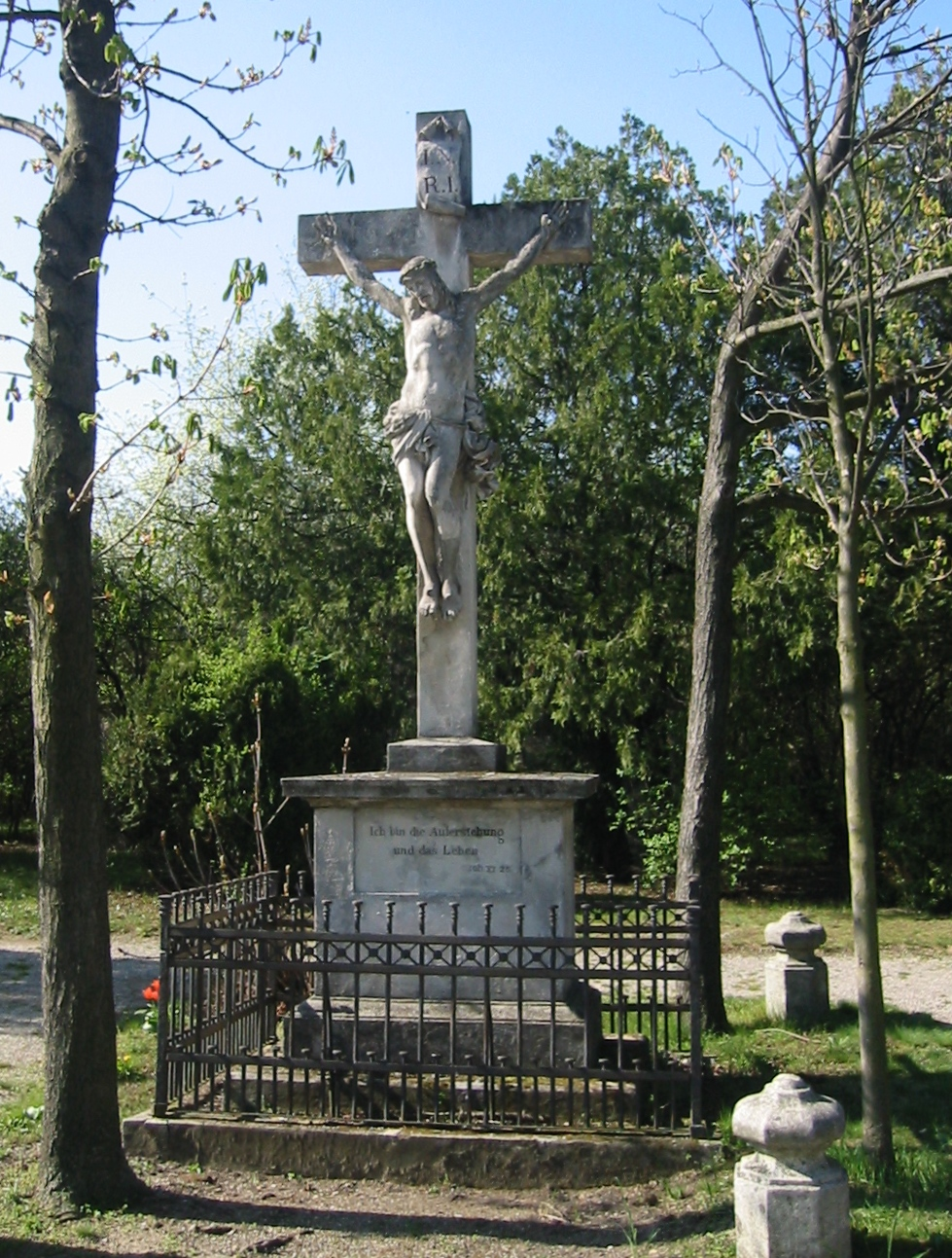

- Ернст фон Фойхтерслебен (1849)
- Франц Пфайфер (1868)